# (10370) Hylonomé
Pour les articles homonymes, voir Hylonomé.
(10370) Hylonomé, désignation internationale (10370) Hylonome, est un centaure dont l'orbite croise celle des planètes externes du système solaire. Il fut découvert par David Jewitt et Jane Luu en 1995.
Il porte le nom d'Hylonomé, femme de Cyllare, tous deux centaures de la mythologie grecque.
Les observations avec le Spitzer Space Telescope infrarouge montrent un diamètre de 70 km plus ou moins de 20 km (50  à   90 km de diamètre), ou un rayon de 35 km.

## Orbite
Les orbites des centaures sont instables en raison de perturbations par les planètes géantes.
En 3478, Hylonomé passera à moins d'environ 85 Gm d'Uranus et son demi-grand axe se réduira à 23,5 ua.[réf. nécessaire]